# Premier League 2005/2006
V sezóně 2005/06 nejvyšší anglickou ligu vyhrála Chelsea. Sestoupily týmy Birmingham City, West Bromwich Albion a Sunderland.

## Konečná tabulka
| Poz | Klub                 | Z  | V  | R  | P  | Skóre | Bod | Pozn. |
| --- | -------------------- | -- | -- | -- | -- | ----- | --- | ----- |
| 1   | Chelsea              | 38 | 29 | 4  | 5  | 72-22 | 91  | CL    |
| 2   | Manchester United    | 38 | 25 | 8  | 5  | 72-34 | 83  | CL    |
| 3   | Liverpool            | 38 | 25 | 7  | 6  | 57-25 | 82  | CLQ   |
| 4   | Arsenal              | 38 | 20 | 7  | 11 | 68-31 | 67  | CLQ   |
| 5   | Tottenham Hotspur    | 38 | 18 | 11 | 9  | 53-38 | 65  | UC    |
| 6   | Blackburn Rovers     | 38 | 19 | 6  | 13 | 51-42 | 63  | UC    |
| 7   | Newcastle United     | 38 | 17 | 7  | 14 | 47-42 | 58  | UI    |
| 8   | Bolton Wanderers     | 38 | 15 | 11 | 12 | 49-41 | 56  |       |
| 9   | West Ham United      | 38 | 16 | 7  | 15 | 52-55 | 55  | UC    |
| 10  | Wigan Athletic       | 38 | 15 | 6  | 17 | 45-52 | 51  |       |
| 11  | Everton              | 38 | 14 | 8  | 16 | 34-49 | 50  |       |
| 12  | Fulham               | 38 | 14 | 6  | 18 | 48-58 | 48  |       |
| 13  | Charlton Athletic    | 38 | 13 | 8  | 17 | 41-55 | 47  |       |
| 14  | Middlesbrough        | 38 | 12 | 9  | 17 | 48-58 | 45  |       |
| 15  | Manchester City      | 38 | 13 | 4  | 21 | 43-48 | 43  |       |
| 16  | Aston Villa          | 38 | 10 | 12 | 16 | 42-55 | 42  |       |
| 17  | Portsmouth           | 38 | 10 | 8  | 20 | 37-62 | 38  |       |
| 18  | Birmingham City      | 38 | 8  | 10 | 20 | 28-50 | 34  | S     |
| 19  | West Bromwich Albion | 38 | 7  | 9  | 22 | 31-58 | 30  | S     |
| 20  | Sunderland           | 38 | 3  | 6  | 29 | 26-69 | 15  | S     |

Z = odehrané zápasy; V = výhry; R = remízy; P = prohry; Bod = počet bodů

CL = přímý postup do Ligy mistrů, CLQ = postup do kvalifikace o Ligu mistrů, UC = postup do poháru UEFA, UI = postup do poháru Intertoto, S = sestup

## Střelecká tabulka
| Střelec             | Klub              | Počet gólů |
| ------------------- | ----------------- | ---------- |
| Thierry Henry       | Arsenal           | 27         |
| Ruud van Nistelrooy | Manchester United | 21         |
| Darren Bent         | Charlton Athletic | 18         |
| Robbie Keane        | Tottenham Hotspur | 16         |
| Frank Lampard       | Chelsea           | 16         |
| Wayne Rooney        | Manchester United | 16         |
| Marlon Harewood     | West Ham United   | 14         |
| Craig Bellamy       | Blackburn Rovers  | 13         |
| Yakubu Aiyegbeni    | Middlesbrough     | 13         |
| Henri Camara        | Wigan Athletic    | 12         |
| Didier Drogba       | Chelsea           | 12         |

## Zajímavosti
- Sezóna 2005-06 byla pro Arsenal poslední, kterou odehrál na stadionu Highbury. V posledním zápase porazili Wigan Athletic 4-2, když Thierry Henry vstřelil tři branky. Během léta 2006 byl otevřen nový stadion - Emirates Stadium pro 60.000 diváků.
- První gól sezóny vstřelil Ruud van Nistelrooy v zápase proti Evertonu.
- Marlon Harewood (West Ham United) vstřelil první hattrick sezóny v zápase proti Aston Ville.
- Chelsea oslavila sté výročí založení klubu.
- Liverpool dosáhl rekordního počtu bodů (82) pro klub, který se umístil třetím místě.
- Alan Shearer a Dennis Bergkamp ukončili hráčskou kariéru.
- Nejvyššího vítězství dosáhl Arsenal, když porazil Middlesbrough 7-0.
- Sunderland prožil nejhorší sezónu v historii Premier League, když získal pouhých 15 bodů. Překonal svůj vlastní rekord, když v sezóně 2002-03 získal 19 bodů.
- Fulham se málem stal prvním klubem, který v celé sezóně nedokázal vyhrát na hřišti soupeřů. Až v předposledním kole zvítězil 2-1 na hřišti Manchester City.